# ویکتوریا پارک، استرالیای غربی
ویکتوریا پارک (به انگلیسی: Victoria Park) یک حومه شهر در استرالیا است که در استرالیای غربی واقع شده‌است.